# Potyczka pod Barłogami
Potyczka pod Barłogami – potyczka partyzancka stoczona 9 lipca 1943 przez oddziały Batalionów Chłopskich i Gwardii Ludowej z niemiecką ekspedycją karną pacyfikującą wieś Barłogi.

## Przebieg bitwy
Po odkryciu niemieckiego planu pacyfikacji wsi Barłogi, dowództwo kwaterujących w pobliżu oddziałów Batalionów Chłopskich i Gwardii Ludowej podjęło decyzje o przeciwdziałaniu pacyfikacji. Z zasadzki zaatakowano niemiecką ekspedycję karną. Doszło do walk w czasie których poległo 3 żołnierzy Batalionów Chłopskich. 
W czasie walk ludność wsi zdążyła się ewakuować. Z powodu zbyt szczupłych sił partyzanci zmuszeni zostali do odwrotu. Wieś została spalona. Straty w ekspedycji karnej oceniano na 7 zabitych.

## Upamiętnienie
W Barłogach w okresie Polski Ludowej umieszczono płytę z napisem upamiętniającym partyzanckie walki.